# Vitpannad glasögonfågel
Vitpannad glasögonfågel (Heleia pinaiae) är en fågel i familjen glasögonfåglar inom ordningen tättingar. Den förekommer endast på ön Seram i indonesiska ögruppen Moluckerna.

## Utseende och läte
Vitpannad glasögonfågel är en rätt stor medlem av familjen med grått huvud, vit panna och den för många glasögonfåglarna karakteristiska vita ringen kring ögat. Undersidan är smutsvit med gul anstrykning på stjärtens undersida. Den skiljer sig från både sångglasögonfågel och gulbukig glasögonfågel genom avsaknad av gult på strupe och buk. Seramglasögonfågeln saknar vit panna. Lätet består av en kombination av det ofta upprepade mjuka "choy-choy-choy” och "tri-tri-tri".

## Utbredning och systematik
Fågeln förekommer enbart i skogar med trädormbunkar på Seram i södra Moluckerna, Indonesien. Den behandlas som monotypisk, det vill säga att den inte delas in i några underarter.

### Släktestillhörighet
Arten placeras traditionellt i släktet Lophozosterops, men genetiska studier visar att arterna i det släktet står alla nära fåglarna i Heleia och förs numera allt oftare dit.

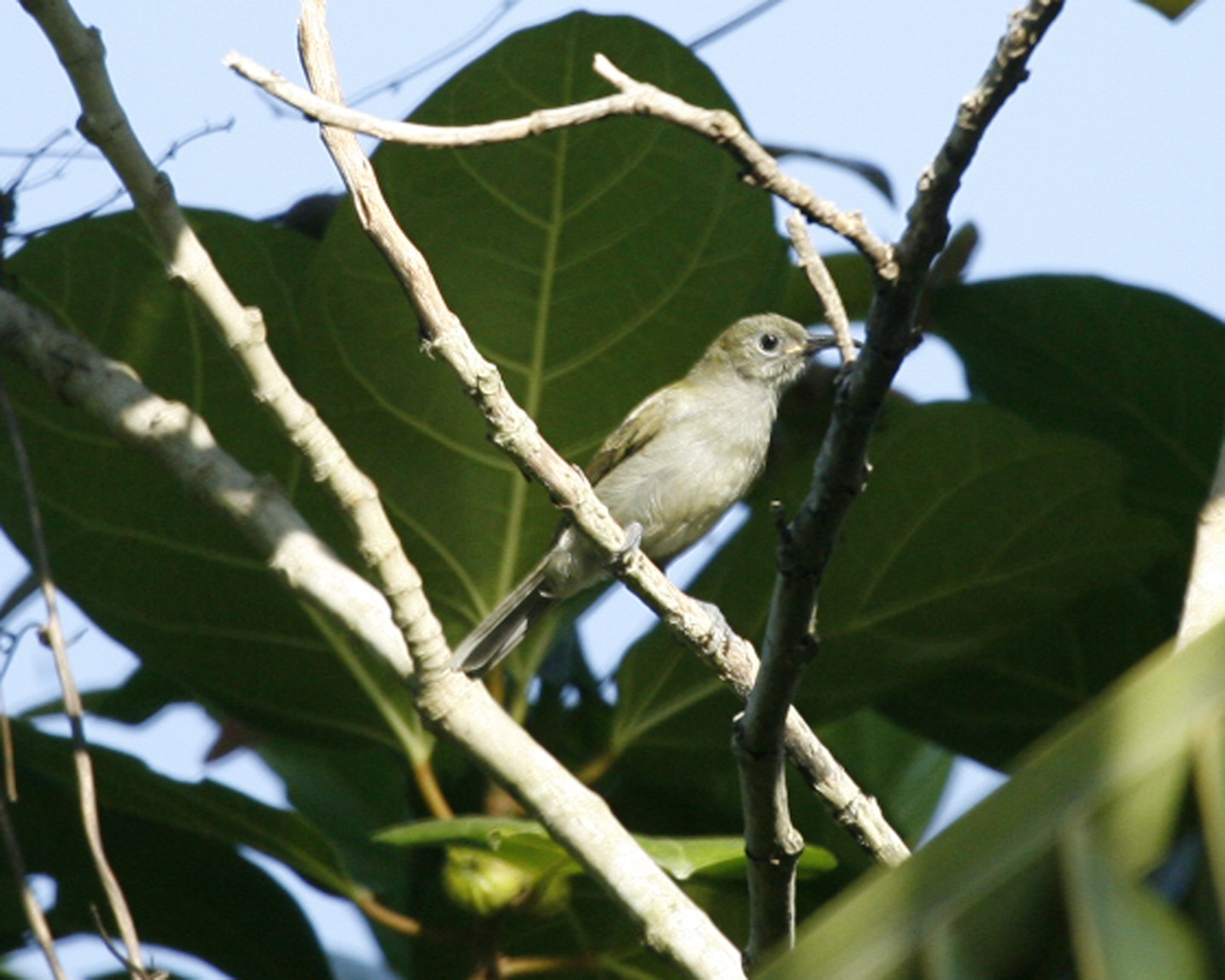

## Status
Vitpannad glasögonfågel har ett relativt litet utbredningsområde och minskar i antal. Den anses dock inte vara hotad. Internationella naturvårdsunionen IUCN kategoriserar den som livskraftig.

## Namn
Artens vetenaskapliga namn pinaiae syftar på berget Gunung Binaiya på Seram.